# Deutscher Behindertensportverband
Der Deutsche Behindertensportverband (DBS) e. V. ist der deutsche Dachverband für den Sport von Menschen mit Behinderung und Nationales Paralympisches Komitee (NPC) für Deutschland. Gegründet wurde er am 4. Juli 1951 auf Beschluss des Bundesministeriums für Arbeit. Der DBS ist ein eingetragener, gemeinnütziger Verein, dessen Bundesgeschäftsstelle ihren Sitz in Frechen hat.

## Geschichte

### Die Anfänge des Versehrtensports
Am 19./20. August 1950 fanden die 1. Deutschen Versehrtensportmeisterschaften im Schwimmen und der Leichtathletik mit 200 Teilnehmern statt. Gleichzeitig, zu dieser von Bundespräsident Theodor Heuss unterstützen Meisterschaft, wurde der Deutsche Versehrtensportverband gegründet. Gewählt zum ersten Vorsitzenden wurde Eugen Weimann.
Knapp ein Jahr danach beschließt das Bundesministerium für Arbeit am 27. Juni 1951 „Der Versehrtensport ist als Ausgleichssport auf breiter Basis bezüglich der Art und Betreibung zu fördern, besonders durch die orthopädischen Versorgungsstellen und in den Versorgungs-, Kranken- und Kuranstalten soll er als Heilmaßnahme durchgeführt werden.“ Infolgedessen gründen Vertreter des Versehrtensports, der Bundesministerien, der Kriegsopferverbände und der Länder anlässlich der 1. Fachtagung am 4. Juli 1951 in Bad Godesberg die „Arbeitsgemeinschaft Deutscher Versehrtensport“ (ADV), in die der Deutsche Versehrten Sportverband integriert wird. Arthur Mallwitz wurde als erster Vorsitzender gewählt.
Am 14. Juli 1951 beschließt der Deutsche Sportbund (DSB) die ADV als „Spitzenvertretung der Versehrtensportler“ anzuerkennen. Im Jahr 1952 wird die ADV als Mitglied in die Deutsche Olympische Gesellschaft aufgenommen.
Die größte Sammlung zur Geschichte des Behindertensports hat das Niedersächsische Institut für Sportgeschichte („NISH“) in Hannover.

### Vom ADV zum DBS
Fünf Jahren nach der Gründung zählt der ADV in 306 Versehrtensportgruppen über 26 000 Aktive Sportler in 12 Landesverbänden mit 1200 Sportwarten und 600 Ärzten. Auf der Mitgliederversammlung am 28. April 1957 beschließt man die Umbenennung der ADV in „Deutscher Versehrtensportverband e. V.“ (DVS).
Auf dem 1. Ordentlichen Verbandstag des DVS in Würzburg am 26./27. November 1960 wird eine neue Satzung verabschiedet, die die Landesverbände durch die Mitarbeit im neu gegründeten Hauptvorstand besser einbindet. 1964 beläuft sich die Zahl der Mitglieder bereits auf über 44.628 Mitglieder in 868 Sportgruppen, die von 2.300 Übungsleitern und 1.500 Ärzten fachlich betreut werden. Der Deutsche Sportbund gliedert 1966 den DVS in die „außerordentlichen Mitgliedsorganisationen“ ein. Im Jahr 1968 veröffentlicht ein Ausschuss des DVS eine Neugestaltung der „Versehrtenbedingungen für das Deutsche Sportabzeichen“ und teilt somit Körperschäden in 32 Schadensklassen ein.
Der Verbandstag in Bensberg am 5. Juli 1975 beschließt eine erneute Namensänderung des Verbandes. Der Deutsche Versehrtensportverband e. V. (DVS) wird in Zukunft „Deutscher Behindertensportverband e. V.“ (DBS) heißen und passt sich somit der Gesetzgebung von Bund und Ländern an, die den Begriff „Versehrte“ in „Behinderte“ umwandeln.

### Der DBS erweitert seine Aufgabenfelder
Am 18. Februar 1978 beschließt das Präsidium des DBS den Deutschen Rollstuhl-Sportverband e. V. (DRS) in den Deutschen Behindertensportverband aufzunehmen und den Landesverbänden gleichzustellen. Der Hauptvorstand des DBS befasst sich in Marienheide am 4. Oktober 1980 unter anderem mit dem Leistungssport. Man einigt sich darauf, dass der Leistungssport finanzielle und ideelle Unterstützung braucht, um internationalen Ansprüchen gerecht zu werden. Von nun an hilft die Stiftung Deutsche Sporthilfe dem Leistungssport der Behinderten finanziell aus. Primäre Aufgabe des DBS bleibt jedoch der Breitensport.
Der 8. Ordentliche Verbandstag des DBS in Fulda am 14. November 1981 nimmt die Satzungsänderung vor den „Jugendausschuss“ als offizielles Organ in den DBS aufzunehmen. Keine vier Jahre später, am 10. März 1985, findet die erste Vollversammlung der DBSJ statt, die Deutsche Behindertensportjugend ist geboren.
Im Laufe der Zeit prüft man im DBS nun auch die Möglichkeiten des „Sports der Geistigbehinderten“ (alte Bezeichnung (Quelle www.dbs-npc.de); heute: Menschen mit geistiger Behinderung). Ab dem 25. Januar 1986 werden die Interessen der Leistungssportler offiziell durch einen Aktivensprecher vertreten. Der Hauptvorstand beschließt am 30. September 1988 sich in von nun an mit den Zukunftsbereichen „Rehabilitationssport“ und dem „Doping-Thematik“ im Leistungssport zu befassen.

### Ende der 1980er Jahre bis heute
Nach den für die DBS-Athleten sehr erfolgreichen Weltspielen in Seoul (Südkorea) 1988, wird 1989 der Umzug der DBS-Bundesgeschäftsstelle von Düsseldorf in die Sportschule Duisburg-Wedau vollzogen. Der 10. Ordentliche Verbandstag des DBS, der am 29. April in Saarbrücken des gleichen Jahres tagt, nimmt erstmals eine Vertreterin für den „Sport der Frau“ ins Präsidium auf.
Am 22. September 1989 einigen sich in Düsseldorf 240 Delegierte aus 46 Nationen, die bestehenden sechs Weltverbände für den Behindertensport (Körperbehinderte, Querschnittgelähmte, Gehörlose, Blinde, cerebral Bewegungsgestörte und Geistigbehinderte) in einem Dachverband zu vereinen. Der neue Weltverband erhält den Namen „Internationales Paralympisches Komitee“ (IPC). Ab dem 1. Januar 1991 gehören auch die Landesverbände Brandenburg, Mecklenburg-Vorpommern, Sachsen, Sachsen-Anhalt und Thüringen dem Deutschen Behindertensportverband.
Der 1. Internationale Kongress des DBS „Rehabilitation durch Sport“ vom 25. bis 28. Oktober 1995 in Düsseldorf behandelt Themen der sportlichen Betätigung wie bei einer Mehrfachbehinderung, Schlaganfall, Sucht und psychischen Kranken, Osteoporose, Blindheit und Sehbehinderung, Kardiologie, sowie Recht und Organisation. Im Rahmen des 12. Ordentlichen Verbandstages am 3. Mai 1997 in Ratingen wird die „Anti-Doping-Ordnung“ in die Satzung des DBS aufgenommen. Eine Erhebung im Jahr 1998 zeigt, dass sich mit 24.000 aktiven Sportlern auch der Sport für Geistigbehinderte etabliert. Der Rehabilitationssport wird immer mehr zu einer der wichtigsten Aufgaben des DBS und so konstituiert sich am 25. Juli 1998 in Hannover der Ausschuss „Rehabilitationssport“.
Im neuen Jahrtausend (2000) erreicht der DBS die Anzahl von 304.542 Mitgliedern und 3.342 Vereinen. Anfang Januar 2022 beläuft sich die Anzahl von Mitgliedern auf 490.891 und die Zahl der Vereine auf 6.288.
Heute ist der Deutsche Behindertensportverband der zuständige Spitzenverband im Deutschen Olympischen Sportbund (DOSB), dem früheren Deutschen Sportbund (DSB), für den Sport von Menschen mit Behinderung und gleichzeitig Nationales Paralympisches Komitee (NPC) für Deutschland.

## Struktur und Mitglieder des DBS

### Mitgliedsverbände
Der Deutsche Behindertensportverband unterscheidet gemäß der Satzung zwischen ordentlichen und außerordentlichen Mitgliedern. Zu den ordentlichen Mitgliedern zählen 17 Landesverbände (entsprechend den Bundesländern, nur Baden und Württemberg getrennt) sowie die zwei Fachverbände Deutscher Rollstuhl-Sportverband und Deutscher Schwerhörigen Sportverband.
Zudem gibt es sieben außerordentliche Mitglieder: das Deutsche Kuratorium für therapeutisches Reiten (DKThR), der Sozialverband Deutschland (SoVD), der Deutsche Blinden- und Sehbehindertenverband (DBSV), Special Olympics Deutschland (SOD), der Deutsche Ruderverband e. V. (DRV), der Behinderten Golf Club Deutschland e. V., der Deutsch-Türkische Verein zur Förderung des Behindertensports und der TransDia Sport Deutschland e. V.

### Mitgliedschaften des DBS
Der DBS ist seinerseits selbst Mitglied in drei Verbänden.
- International Paralympic Committee (IPC)
- Deutscher Olympischer Sportbund (DOSB)
- Deutsche Sportjugend (DSJ)

### Gremien im DBS
Der DBS hat verschiedene entscheidungsfindende Gremien. Der Verbandstag findet alle vier Jahre statt und ist das formal höchste Organ im DBS. Der Verbandstag besteht aus dem Präsidium, den Delegierten der Landesverbände und der Fachverbände, den Ehrenmitgliedern und den Mitgliedern des Hauptvorstandes. Eine Aufgabe des Verbandstags ist unter anderem die Wahl des Präsidiums. Zwischen den Verbandstagen ist der Hauptvorstand das höchste Gremium im DBS. Das Präsidium vertritt den DBS nach außen und ist für die Umsetzung der von Verbandstag und Hauptvorstand gefassten Beschlüsse sowie die Geschäftsführung des DBS zuständig. Es besteht aus dem Präsidenten, und den Vizepräsidenten in den Bereichen Finanzen und Wirtschaft, Leistungssport, Breitensport, Präventions- und Rehabilitationssport, Bildung und Lehre und Medizin, sowie aus der Vorsitzenden der Deutschen Behindertensportjugend (DBSJ).

### Mitgliederzahlen des DBS
Die Mitgliederzahl des DBS hat in der Zeit seines Bestehens seit 1951 stetig zugenommen. Waren es im Jahr 1956, also fünf Jahre nach Gründung des Verbandes schon stolze 13.093, so ist die Zahl bis zur Bestandserhebung 2020 auf 598.661 Mitglieder angewachsen. Im Zuge der Corona-Pandemie sank die Mitgliederzahl 2021 auf 511.305.

## Aufgaben und Ziele des DBS
Der Deutsche Behindertensportverband ist laut der Satzung parteipolitisch, verbandspolitisch und konfessionell neutral und verfolgt ausschließlich gemeinnützige Zwecke. Der DBS bekennt sich ausdrücklich zu Vielfalt und den Prinzipien des Gender Mainstreaming und setzt sich für die Gleichstellung aller Geschlechter ein. Ziel ist es, Menschen mit Behinderung, mit drohender Behinderung oder mit chronischer Erkrankung für Sport zu begeistern und ihnen ein flächendeckendes und vielfältiges Sportangebot in Vereinen anzubieten. Die Rahmenbedingungen für den Sport von Menschen mit Behinderung sollen weiter verbessert werden und der Sport von Menschen mit Behinderung soll gleichberechtigt in der Gesellschaft verankert werden. Ein weiteres Ziel ist es, dass alle Menschen entsprechend ihrer individuellen Wünsche und Voraussetzungen selbstbestimmt und gleichberechtigt an Bewegungs-, Spiel- und Sportangeboten teilhaben können. Maßgabe seines Handelns ist die UN-BRK, die seit dem 26. März 2009 in Deutschland in Kraft getreten ist. Damit leistet der DBS einen gesamtgesellschaftlichen Beitrag zu deren Umsetzung.
Zugleich ist der DBS als Spitzenverband im Deutschen Olympischen Sportbund (DOSB) für den Sport von Menschen mit Behinderung zuständig und hat die Funktion eines Nationalen Paralympischen Komitees (NPC) für Deutschland. Der DBS führt Lehrgänge und Veranstaltungen auf Bundes- sowie internationaler Ebene durch und ist verantwortlich für die Entsendung von Athleten zu Paralympischen Spielen sowie Europa- und Weltmeisterschaften. Des Weiteren berät und unterstützt der DBS bei Planung, Bau und Unterhaltung von barrierefreien Sport- und Freizeitstätten. Der DBS veröffentlicht zu verschiedenen Themen Verbandsinformationen sowie geeignete Fachliteratur oder vergibt bzw. beteiligt sich an Forschungsaufträgen.

### Ausschüsse und Kommissionen
Die Aufgaben- und Kompetenzbereiche im Deutschen Behindertensportverband sind auf die verschiedene Ausschüsse und Kommissionen verteilt. Hierzu zählen: die Ausschüsse Leistungssport, Breitensport, Rehabilitationssport und Bildung/Lehre sowie die Kommissionen Medizin und Anti-Doping.

### Funktion als Nationales Paralympisches Komitee
Der Deutsche Behindertensportverband vertritt in Form des Nationalen Paralympischen Komitees die Interessen der paralympischen Sportarten in Deutschland. Den Regeln des IOC entsprechend ist das Nationale Paralympische Komitee eine unabhängige und selbständige Organisation innerhalb der Selbstverwaltung des Deutschen Sports. Es dient satzungsgemäß der Verbreitung paralympischen Ideenguts in der Bundesrepublik Deutschland, bereitet die Teilnahme des Deutschen Sports an den Paralympischen Spielen vor und führt Aufgaben durch, die dem Deutschen Olympischen Sportbund vom IOC gestellt werden. Es pflegt Kontakte mit den Nationalen Paralympischen Komitees in der ganzen Welt.

## Präsidenten
Präsidenten des Deutschen Behindertensportverbandes seit der Gründung im Jahre 1951:
- 1951: Arthur Mallwitz (vorläufiger Vorsitzender)
- 1952–1960: Gerd Brinkmann (Vorsitzender)
- 1960–1965: Gerd Brinkmann (Präsident)
- 1965–1984: Eberhard Roßlenbroich (Präsident)
- 1984–1989: Heinz Haep (Präsident)
- 1989–1995: Reiner Krippner (Präsident)
- 1995–2005: Theodor Zühlsdorf (Präsident)
- 2005–2009: Karl Hermann Haack (Präsident)
- 2009–heute: Friedhelm Julius Beucher (Präsident)

## Die Deutsche Behindertensport-Jugend (DBSJ)

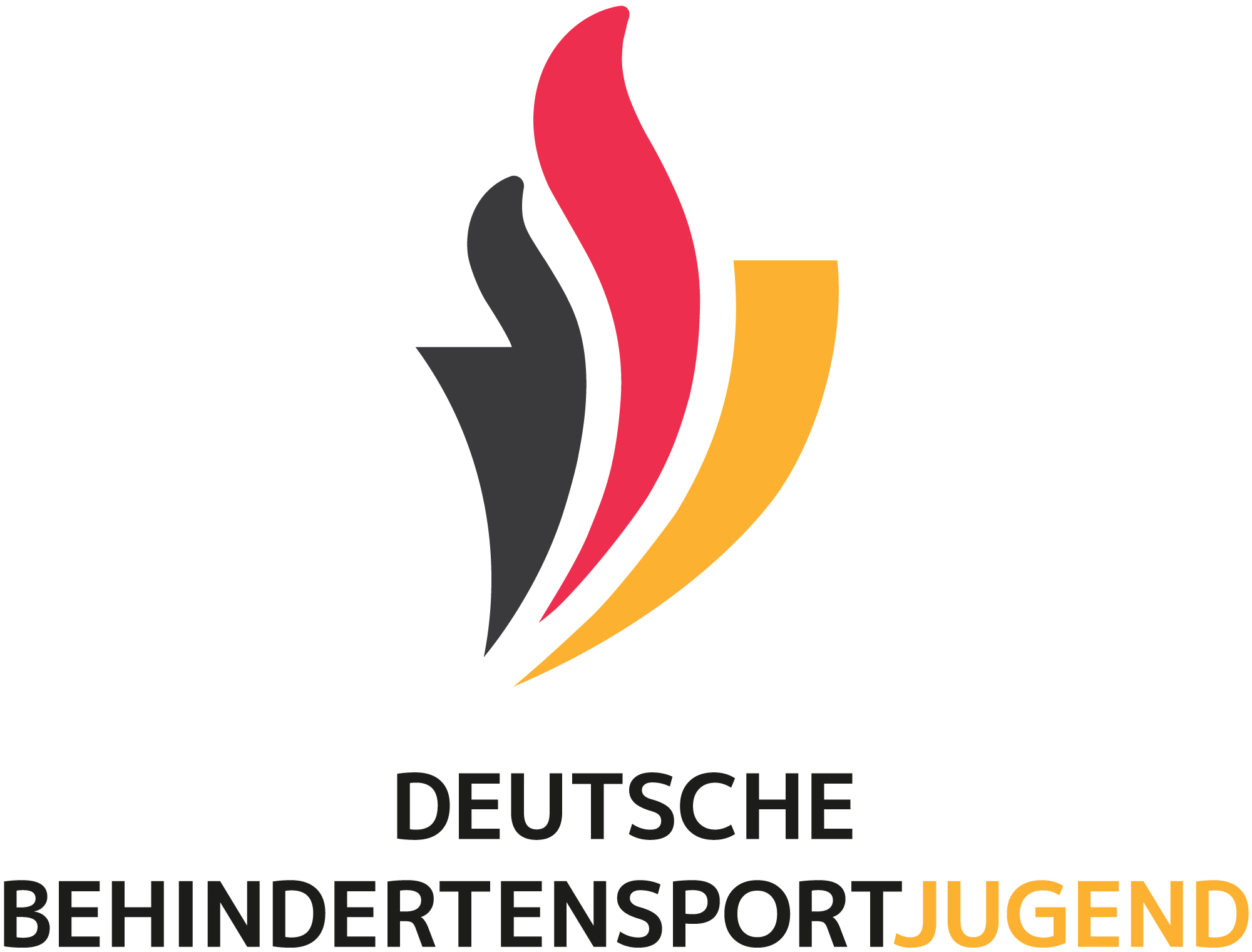
Logo der DBSJ

- Siehe Hauptartikel: Deutsche Behindertensportjugend

Die Entwicklung des Sports für Kinder und Jugendlichen mit Behinderung begann zu Anfang der 1980er Jahre und wurde durch die Gründung der DBSJ im Jahre 1985 offiziell. Die Förderung junger Menschen mit Behinderung ist eine wesentliche Aufgabe, deren besondere Bedeutung durch eine eigene Jugendorganisation innerhalb des DBS zum Ausdruck kommt. Die Deutsche Behindertensportjugend führt und verwaltet sich im Rahmen der Satzung und Ordnung des DBS selbständig.
Sie will für junge Menschen mit Behinderung die Möglichkeit schaffen, durch die Jugendarbeit der ordentlichen Mitglieder des DBS und deren Mitglieder unter ärztlicher Aufsicht in Gemeinschaften Sport zu treiben, zur Persönlichkeitsbildung beizutragen, soziale und psychophysische Entwicklung zu fördern, das gesellschaftliche Engagement anzuregen und durch Begegnungen und Sportveranstaltungen mit Kindern und Jugendlichen ohne Behinderung zur Integration beizutragen und durch Kontakte mit ausländischen Gruppen die Bereitschaft zur internationalen Verständigung zu wecken und zu pflegen.

## Paralympische Spiele
- Siehe Hauptartikel: Paralympische Spiele

Die Paralympischen Spiele, auch Paralympics genannt, sind die an die Idee der Olympischen Spiele angelehnten globalen Sportwettbewerbe für Sportler mit Körperbehinderung.
Die Paralympics, organisiert vom Internationalen Paralympischen Komitee (IPC), sind aufgeteilt in Paralympische Sommerspiele und Paralympische Winterspiele. Die jeweiligen Spiele des Sommers und des Winters finden turnusmäßig alle vier Jahre direkt im Anschluss an die Olympischen Sommerspiele bzw. die Olympischen Winterspiele statt.

### Austragungsorte
| Jahr | Austragungsort                       |
| ---- | ------------------------------------ |
| 1960 | Rom                                  |
| 1964 | Tokio                                |
| 1968 | Tel Aviv                             |
| 1972 | Heidelberg                           |
| 1976 | Toronto                              |
| 1980 | Arnheim                              |
| 1984 | Stoke Mandeville Hempstead, New York |
| 1988 | Seoul                                |
| 1992 | Barcelona                            |
| 1996 | Atlanta                              |
| 2000 | Sydney                               |
| 2004 | Athen                                |
| 2008 | Peking                               |
| 2012 | London                               |
| 2016 | Rio de Janeiro                       |
| 2020 | Tokio                                |
| 2024 | Paris                                |
| 2028 | Los Angeles                          |
| 2032 | Brisbane                             |

| Jahr | Austragungsort            |
| ---- | ------------------------- |
| 1976 | Örnsköldsvik              |
| 1980 | Geilo                     |
| 1984 | Innsbruck                 |
| 1988 | Innsbruck                 |
| 1992 | Albertville-Tignes        |
| 1994 | Lillehammer               |
| 1998 | Nagano                    |
| 2002 | Salt Lake City            |
| 2006 | Turin                     |
| 2010 | Vancouver                 |
| 2014 | Sotschi                   |
| 2018 | Pyeongchang               |
| 2022 | Peking                    |
| 2026 | Mailand-Cortina d’Ampezzo |
|      |                           |
|      |                           |
|      |                           |
|      |                           |

### Sportarten
Bei den Paralympischen Spielen im Sommer und Winter werden Wettkämpfe in den folgenden 28 Sportarten ausgetragen:
| - Para-Bogensport - Para-Leichtathletik - Para-Gewichtheben (Powerlifting) - Para-Boccia - Para-Radsport - Bahnradsport - Straßenrennen - Para-Dressursport - Blindenfußball | - Goalball - Para-Judo - Para-Kanu - Para-Rudern - Para-Segeln (bis 2016) - Para-Sportschießen - Para-Schwimmen - Para-Badminton | - Para-Tischtennis - Para-Triathlon - Sitzvolleyball - Rollstuhlbasketball - Rollstuhlfechten - Rollstuhlrugby - Rollstuhltennis - Para-Taekwondo |

| - Para-Ski-alpin - Para Ski nordisch - Para-Eishockey - Rollstuhlcurling - Para-Snowboard |

### Team Deutschland Paralympics
2019 bekam die „Deutsche Paralympische Mannschaft“ einen neuen Namen und ein neues Logo und heißt seitdem „Team Deutschland Paralympics“. Ziel dieser Maßnahme ist es, die Sichtbarkeit der Athleten nach außen hin zu verbessern, eine klare Haltung zu kommunizieren und an das Team Deutschland, den olympischen Athleten des Deutschen Olympischen Sportbundes (DOSB), heranzurücken. Außerdem soll die Gleichrangigkeit von olympischen und paralympischen Athleten erreicht werden. Auch in der Zeit zwischen den Paralympischen Spielen wird die Marke genutzt.

## Angebote des DBS

### Handbuch Behindertensport
Am 3. Dezember 2020, dem Tag der Menschen mit Behinderung, hat der DBS das Handbuch Behindertensport herausgegeben. Der Slogan zu dem Projekt lautet „Teilhabe VEREINfacht – So gelingt der Sport für Alle!“. Laut dem dritten Teilhabebericht der Bundesregierung treiben in Deutschland Menschen mit Behinderung deutlich häufiger keinen Sport als Menschen ohne Behinderung (55 % zu 32 %). Deshalb will der DBS mit dem Handbuch Behindertensport dafür sorgen, dass Teilhabe besser ermöglicht wird und die UN-Behindertenrechtskonventionen auch im Sport umgesetzt werden. Das Handbuch Behindertensport soll aufzeigen, wie verschiedene Sportarten von Menschen mit unterschiedlichen Behinderungen ausgeübt werden können und welche Anpassungen bzw. praktischen Hilfsmittel dafür benötigt werden. Kern des Handbuchs sind Texte zu insgesamt 32 Sportarten, darüber hinaus gibt es bspw. ein umfassendes Kapitel mit Praxistipps im Hinblick auf verschiedene Behinderungsarten sowie Wissenswertes zu Qualifizierungsmöglichkeiten und zur Barrierefreiheit. Zusätzlich gibt es konkrete Anlaufstellen und Kontakte zu den Landes- und Fachverbänden im DBS, um den Weg in den Behindertensport zu starten oder Informationen einzuholen. Das Handbuch Behindertensport wurde mit Unterstützung der Aktion Mensch umgesetzt. Informationen und das Handbuch selbst sind zu finden auf der Website des Deutschen Behindertensportverbands.

### Digitale Plattform parasport.de
Im Februar 2021 startete der DBS mit parasport.de eine digitale Plattform, um über die vielfältigen Möglichkeiten und Angebote des Para-Sports in Deutschland zu informieren. Das Ziel des vom Bundesministerium des Innern und für Heimat geförderten Projekts ist es, Menschen mit Behinderung den Einstieg in den paralympischen Sport bieten. Das Kernelement der Website ist der „Sportarten-Finder“. Menschen mit Behinderung können damit herausfinden, welche paralympischen Einzel- und Mannschaftssportarten sie mit ihrer Behinderung ausüben können. Über eine Landkarte mit bundesweiten Terminen wie Talent- und Schnuppertage können Angebote zur favorisierten Para-Sportart möglichst in der Nähe gefunden werden.